# Let Ural Airlines 178
Let Ural Airlines 178 byl pravidelný osobní let společnosti Ural Airlines z Moskvy do Simferopolu, který 15. srpna 2019 po srážce s hejnem racků nouzově přistál do kukuřičného pole asi 5 km za letištěm. Nikdo z 233 osob na palubě nezemřel, došlo k 74 menším zraněním. Letadlo Airbus A321-200 bylo po nehodě neopravitelně poškozeno.
Ihned po nehodě začalo vyšetřování, přičemž se našla černá skříňka včetně zvukových nahrávek z kokpitu.